# Rudolf von Eichthal
Rudolf von Eichthal, né le 18 mars 1877 à Moravská Třebová et mort le 17 août 1974 à Vienne, est un militaire, musicien et écrivain autrichien.

## Biographie
Il suivit la carrière militaire et servit comme colonel à l'état-major général austro-hongrois durant la Première Guerre mondiale.
Il est commandant militaire de Vienne.
Il concourt aux Jeux olympiques de 1936 en littérature dans le cadre des compétitions artistiques.

## Publications
- Der Kreuzberg. Roman von Rudolf von Eichthal (1928)
- Gloria Viktoria (1935)
- Die Teufelsfuge (1936)
- Die Große Schweigerin: geschichten aus Altosterreich (1949)
- Der gèottliche Funke: ein Roman aus Altèosterreich (1949)
- Die Burg Durana (1953)
- Die Patin: altösterreichische Soldatengeschichten (1953)
- Sibylle (1953)
- Gloria: altösterreichische Soldatengeschichten (1953)
- Der Steinadler: Geschichten aus Österreich (1954)
- Die Husarenprobe: Geschichten aus Altösterreich (1957)
- Die Wunderkur: Geschichten aus Altösterreich (1959)
- Kaisermanöver, und andere Erzählungen (1962)
- Die goldene Spange: ein Roman aus Altösterreich (1963)
- Abgeblasen! Altösterr. Soldatengeschichten. (1968)
- Miczike (1969)
- Der göttliche Funke: Roman aus Altösterreich (1978)
- Der grüne Federbusch: Romam aus Altösterreich (1979)
- Gott erhalte!: altösterreichische Soldatengeschichten